# Едисто Бич (Јужна Каролина)
Едисто Бич (енгл. Edisto Beach) град је у америчкој савезној држави Јужна Каролина.

## Демографија
По попису из 2010. године број становника је 414, што је 227 (-35,4%) становника мање него 2000. године.
| Група             | 2000.       | 2010.       |
| Белци             | 613 (95,6%) | 408 (98,6%) |
| Афроамериканци    | 18 (2,8%)   | 4 (1,0%)    |
| Азијати           | 1 (0,2%)    | 0 (0,0%)    |
| Хиспаноамериканци | 2 (0,3%)    | 2 (0,5%)    |
| Укупно            | 641         | 414         |